# Cornucopina salutans
Cornucopina salutans är en mossdjursart som beskrevs av Gordon 1986. Cornucopina salutans ingår i släktet Cornucopina och familjen Bugulidae. Inga underarter finns listade i Catalogue of Life.